# Day of Defeat
Day of Defeat var från början en modifikation till datorspelet Half-Life som utspelar sig under andra världskriget. Modden blev så framgångsrik att man släppte spelet i butik. Spelet är ett FPS (First Person Shooter) som går ut på att två lag, tyskar mot britter eller amerikaner, möter varandra online och försöker erövra, förstöra eller hålla vissa objekt på den bana som spelas. Spelet är den näst största modifikationen av Half-Life. Bara en är större: Counter-Strike.
Precis som Counter-Strike släpptes en version av spelet som utnyttjar Source-motorn, kallad Day of Defeat: Source. 
2017 släpptes två uppföljare som båda säger sig vara uppföljare till Day of Defeat: Day of Infamy, som har visst stöd av Valve och som görs av New World Interactive, och Days of War, som använder Unreal Engine och utvecklas av Driven Arts.